# Rio Amônea
Le rio Amônea (ou rio Amônia) est un cours d'eau brésilien qui baigne l'État d'Acre. C'est un affluent de la rive gauche du rio Juruá, donc un sous-affluent de l'Amazone.

## Géographie
Il prend sa source sur la frontière avec le Pérou. Il arrose la municipalité de Marechal Taumaturgo. 